# La Torre (Santa Pau)
La Torre és una obra de Santa Pau (Garrotxa) inclosa a l'Inventari del Patrimoni Arquitectònic de Catalunya.

## Descripció
És una senzilla casa de planta rectangular, amb teulat a dues aigües, inclinat cap a les dues façanes laterals de l'edifici. Disposa de planta baixa, destinada a quadres pel bestiar i pràcticament sense cap obertura, i dos pisos. Va ser bastida amb carreus molt ben tallats, sobretot els de les finestres i altres obertures.
La torre, originàriament va ser molt diferent a com es veu ara. Va disposar d'una gran sala a la planta baixa, s'hi accedia per una bonica porta amb arc rebaixat. Abans havia estat presó, ubicada en una petita sala de planta quadrada amb una minúscula finestra en forma d'espiera i coberta amb una colta de canó feta de pedra volcànica. Alguns historiadors han identificat aquest edifici com la casa que el baró utilitzava quan anava de cacera. L'ampliació de la masia ha portat a la construcció de petits cossos laterals destinats a l'ampliació de corts, porxos, etc., que han desfigurat totalment l'antic aspecte de l'edifici.